# Макей Володимир Володимирович
Володимир Володимирович Макей (біл. Уладзімір Уладзіміравіч Макей; 5 серпня 1958, Некрашевичі, Гродненська область, Білоруська РСР — 26 листопада 2022, Мінськ, Білорусь) — білоруський державний діяч і дипломат, Міністр закордонних справ Білорусі з 20 серпня 2012 до своєї смерті 26 листопада 2022 року.

## Освіта
Народився 5 серпня 1958 року в Гродненської області. У 1980 році закінчив Мінський державний педагогічний інститут іноземних мов за фахом юрист-міжнародник, референт-перекладач з англійської мови. Володів англійською та німецькою мовами. У 1992—1993 Макей навчався в Дипломатичній академії МЗС Австрії.

## Біографія
У 1980—1992 — служив у Радянській Армії (1980—1992), полковник запасу. За даними ЗМІ, Макей працював у Головному управлінні розвідки Міністерства оборони СРСР.
У 1993—2000 рр. — на дипломатичній службі в МЗС Білорусі. У 1993—1995 — третій секретар управління інформації та гуманітарного співробітництва, другий секретар відділу аналізу та прогнозування, другий секретар секретаріату міністра. У 1995—1996 рр. — заступник начальника Служби державного протоколу Міністерства закордонних справ Республіки Білорусь. У 1996—1999 рр. — представник Білорусі при Раді Європи, радник Посольства Білорусі у Франції. У 1999—2000 рр. — начальник управління загальноєвропейського співробітництва МЗС Білорусі.
У 2000—2008 — працював помічником президента Білорусі. 15 липня 2008 року призначений главою Адміністрації Президента Білорусі. Будучи главою адміністрації, Макей займався співробітництвом білоруської влади з британською PR-фірмою «Bell Pottinger». Перед виборами 2010 року він звинуватив білоруську опозицію у підготовці озброєних провокацій.
20 серпня 2012 року призначений Міністром МЗС Білорусі. У 2013 році з Макея було частково знято санкції ЄС, введені проти нього після білоруських виборів та протестів 2010 року. У 2014—2020 роках Макей грав значну роль у політичній лібералізації та «м'якій білорусизації» Білорусі та покращення відносин із Заходом. Однак після виборів і протестів 2020 року Макей продовжив підтримку Олександра Лукашенка, різко висловлювався про Литву та білоруських політемігрантів, а також анонсував знищення громадянського суспільства Білорусі у разі відмови від скасування санкцій.
16 лютого 2022 року, за кілька днів до початку вторгнення Росії в Україну, Володимир Макей заявив, що після завершення навчань у Білорусі не залишиться жодного військовослужбовця РФ і жодної одиниці техніки.
У червні 2022 року Володимир Макей потрапив під санкції Канади.
Помер 26 листопада 2022 року. Серед причин його раптової смерті називали інфаркт, отруєння та самогубство. 29 листопада Макея поховали на Східному цвинтарі Мінська. Після смерті Макея кілька людей було затримано за негативні інтернет-коментарі про померлого.

## Нагороди та відзнаки
- Орден Пошани (Білорусь) (2006)[18]

## Родина
Був одружений другим шлюбом, у Макея було двоє синів.
Старший син Володимира Макея, Віталій, з 2017 року до вересня 2020 року працював заступником начальника Управління економічного співробітництва та сталого розвитку у Головному управлінні багатосторонньої дипломатії Міністерства закордонних справ. Раніше був радником з економічних та екологічних питань у представництві Білорусі при ООН та працював першим секретарем посольства Білорусі в Австрії. 2020 року Віталій Макей звільнився з міністерства, а 2021 року розкритикував МЗС, охарактеризувавши як хамську його відповідь на привітання з Днем Волі від посольства США. Віталій не був присутній на офіційній церемонії прощання зі своїм батьком, але був на його похороні.